# Ahun
Ahun település Franciaországban, Creuse megyében. Lakosainak száma 1442 fő (2022. január 1.). Ahun Chamberaud, Cressat, Le Donzeil, Fransèches, Mazeirat, Moutier-d’Ahun, Pionnat, Sous-Parsat, Saint-Hilaire-la-Plaine, Saint-Martial-le-Mont és Saint-Yrieix-les-Bois községekkel határos.

## Népesség
A település népességének változása:
| Lakosok száma | 1623 | 1529 | 1481 | 1560 | 1497 | 1448 | 1432 | 1410 | 1421 | 1442 |
|               | 1968 | 1982 | 1990 | 2006 | 2013 | 2015 | 2017 | 2019 | 2020 | 2022 |